# Regne del Kurdistan
El Regne de Kurdistan (kurd: که‌یانیی كوردستان, Keyaniya Kurdistanê) es refereix generalment a una monarquia formada el 1922 al nord de l'Iraq, al vilayat de Mossul, després Kurdistan Iraquià. També hi va haver un altre regne del Kurdistan efímer el 1925 a Turquia.

## Primer regne de Kurdistan
El 3 de novembre de 1918 els britànics entraven a Mossul i després d'una breu administració militar del major Alexander Stanhope Cobbe, el representant britànic, major Edward William Charles Noel va instal·lar a Sulaymani Mahmud Barzanji (1880-1956), xeic de l'orde sufi Kadiriyya, que era la personalitat més influent del sud del Kurdistan, com a governador (hukumdar) del valiat amb els territoris kurds entre el Gran Zab i el Diyala (1 de desembre). El 23 de maig de 1919 Mahmud es va rebel·lar i va proclamar la independència del Kurdistan. Mahmud fou fet presoner pels britànics (17 de juny) i condemnat a mort però la pena li fou commutada i enviat en exili a l'Índia. En aquest temps diversos oficials britànics foren assassinats a Zakho, Amadiyya i Akra.
El major Ely Bannister Soane, nou representant britànic, va agafar el govern al lloc de Mahmud i va restaurar la calma; el va seguir el març de 1921 H.A. Goldsmith. El 23 d'agost de 1921 era instal·lat a Bagdad com a rei Faysal I, prèviament rei de Síria però expulsat de Damasc pels francesos, i es va anunciar la intenció d'unir a l'Iraq el vilayat de Mossul que reivindicaven els turcs i els kurds volien com al seu estat nacional reconegut pel tractat de Sevres de 10 d'agost de 1920. L'agitació va pujar de to i el 10 d'octubre de 1921 es va fer una proclama a Sulaymaniyya que reclamava un govern kurd. i Mahmud va tornar de l'exili (setembre de 1922) i es va proclamar rei del Kurdistan (18 de novembre de 1922), emetent segells de correus, recaptant taxes i va publicar un diari (Roj-i Kurdistan = El Sol del Kurdistan). Va formar un govern en el qual figuraven:
- Shaikh Qadir Hafeed, germà de Mahmud - primer ministre
- Abdulkarim Alaka, cristià kurd - Ministre de Finances
- Ahmed Bagy Fatah Bag - Ministre de Duanes
- Hajy Mala Saeed Karkukli - Ministre de Justícia
- Hema Abdullah Agha - Ministre de Treball
- Zaky Sahibqran - Ministre de Defensa de l'Exèrcit Nacional Kurd
- Mustafa Pasha Yamolki - Ministre d'Educació
- Shekh Mohammed Gharib, cunyat de Mahmud - Ministre de l'Interior

El 24 de desembre de 1922 els britànics i l'Iraq van reconèixer el dret del poble kurd a establir dins les fronteres de l'Iraq un govern nacional kurd. Dificultats posteriors van provocar el bombardeig britànic obligant a Mahmud a refugiar-se a Sardash (3 de març de 1923) on es va publicar un nou diari (Bang-i Haq = La crida a la Veritat). Mercès als bombardejaments de l'aviació britànica, el juliol de 1924 els britànics van posar de fet final al regne, però Mahmud va restar a Sardash fins al 1930, quan va acabar el mandat britànic amb un darrer intent de revolta (1931-1932).
El setembre de 1925 la Societat de Nacions reconeixia el vilayat de Mossul com a possessió de l'Iraq amb salvaguarda pels drets kurds. El 1926 Turquia reconeixia aquesta decisió.

## Segon regne de Kurdistan
El novembre de 1924 al sud-est de Turquia, el xeic Said de Piran es va revoltar amb suport de tribus kurdes sirianes. La revolta només va durar uns quatre mesos abans de ser dominada el març de 1925 mercès a la utilització intensiva de l'aviació. 50.000 soldats turcs van ser utilitzats contra uns 15.000 rebels. El xeic Said fou capturat i penjat.